# Дао Тхі Хуонг
Дао Тхі Хуонг (в'єт. Đào Thị Hương; нар. 16 серпня 1995) — в'єтнамська борчиня вільного стилю, бронзова призерка чемпіонате Азії.

## Життєпис
Боротьбою почала займатися з 2010 року.
Виступала за борцівський клуб Ханоя. Тренер — Фрідон Чхартішвілі.

## Спортивні результати на міжнародних змаганнях

### Виступи на Чемпіонатах світу
| Змагання                        | Збірна  | Вагова категорія          | Місце |
| ------------------------------- | ------- | ------------------------- | ----- |
| Чемпіонат світу з боротьби 2017 | В'єтнам | жіноча боротьба, до 58 кг | 27    |
| Чемпіонат світу з боротьби 2018 | В'єтнам | жіноча боротьба, до 59 кг | 20    |
| Чемпіонат світу з боротьби 2019 | В'єтнам | жіноча боротьба, до 59 кг | 11    |

### Виступи на Чемпіонатах Азії
| Змагання                       | Збірна  | Вагова категорія          | Місце  |
| ------------------------------ | ------- | ------------------------- | ------ |
| Чемпіонат Азії з боротьби 2016 | В'єтнам | жіноча боротьба, до 60 кг | 5      |
| Чемпіонат Азії з боротьби 2017 | В'єтнам | жіноча боротьба, до 58 кг | Бронза |
| Чемпіонат Азії з боротьби 2018 | В'єтнам | жіноча боротьба, до 57 кг | 5      |
| Чемпіонат Азії з боротьби 2019 | В'єтнам | жіноча боротьба, до 59 кг | 5      |
| Чемпіонат Азії з боротьби 2020 | В'єтнам | жіноча боротьба, до 57 кг | 5      |

### Виступи на Азійських іграх
| Змагання                        | Збірна  | Вагова категорія          | Місце |
| ------------------------------- | ------- | ------------------------- | ----- |
| Азійські ігри в приміщенні 2017 | В'єтнам | жіноча боротьба, до 58 кг | 5     |

### Виступи на змаганнях молодших вікових груп
| Змагання                                     | Збірна  | Вагова категорія          | Місце |
| -------------------------------------------- | ------- | ------------------------- | ----- |
| Чемпіонат Азії з боротьби серед юніорів 2013 | В'єтнам | жіноча боротьба, до 55 кг | 9     |
| Чемпіонат Азії з боротьби серед юніорів 2015 | В'єтнам | жіноча боротьба, до 55 кг | 7     |